# Mercedes-Benz C215
C215 è la sigla di un'autovettura coupé prodotta dalla Mercedes-Benz dal 1999 al 2006 e costituente la seconda serie della cosiddetta Classe CL, ossia la classe delle coupé di lusso della Casa tedesca.

## Storia e profilo
L'erede della grossa coupé C140 viene presentata nel marzo del 1999 al Salone dell'automobile di Ginevra. La nuova vettura va a costituire una gamma a sé, denominata Classe CL, che in realtà era già stata inaugurata nel 1996 dalla C140 stessa, i cui modelli sono stati ribattezzati utilizzando la sigla CL proprio a partire da quell'anno. La nuova C215, quindi, va a rappresentare la seconda delle tre serie della Classe CL. Rispetto al modello che va a sostituire, la C215 è più snella e slanciata, nonché più dinamica nelle forme, e dà un taglio deciso alla mastodontica imponenza della versione precedente. In effetti, la C215 è stata progettata e realizzata sulla stessa falsariga della W220, con la quale condivide la base meccanica, ma non solo. Anche il largo impiego di materiali leggeri (leghe di alluminio e di magnesio in primis) è stato un fattore comune ai due modelli. Alla fine, nella nuova coupé, si è arrivati ad un risparmio di peso di 340 kg. Inoltre, come la berlina da cui deriva, la C215 è leggermente meno ingombrante del modello che l'ha preceduta, essendo più corta di 7.2 cm e più stretta e più bassa di 5.4 cm.

### Linee ed interni
La C215 era più slanciata e snella nello stile, e ciò non era dovuto semplicemente alle proporzioni più contenute: era la linea in generale a donare maggior dinamismo alla vettura, grazie al rinnovamento totale della carrozzeria, che nulla aveva a che spartire con il precedente. L'impostazione stilistica generale della vettura riprendeva quello delle precedenti coupé della Casa tedesca, vale a dire con carrozzeria a tre volumi e fiancata priva di montante centrale. Il frontale più affilato ed affusolato era dominato da quei doppi fari ellissoidali che avrebbero caratterizzato, con opportune variazioni sul tema, la quasi totalità della gamma Mercedes-Benz dalla Classe C in su. Grazie ad un accurato studio aerodinamico, la sezione frontale della C215 è stata ridotta a 2.22 m2, aspetto che ha contribuito ad un miglioramento del Cx, sceso ad appena 0.28.
La vista laterale era semplice ed efficace, senza fronzoli di sorta, sottolineata da una sottile fascia a metà portiera. Dalla vista laterale si nota anche l'inclinazione del lunotto e del montante posteriore, che ben si raccordava con la coda. Quest'ultima era la parte che più di ogni altra tradiva la parentela tecnica della grossa coupé con la serie W220. Simile era infatti il taglio dei fari posteriori, triangolari, avvolgenti e dal disegno simile.
L'abitacolo era lussuoso ma anche sportiveggiante. Veniva fatto uso di materiali di pregio, come la radica di legno e la pelle. Posto guida e strumentazione erano molto ergonomici ed a portata di mano, grazie anche a strumenti come il volante multifunzione. In generale veniva ripreso quanto già visto nella W220, ma vi erano anche alcune variazioni, soprattutto nella zona centrale. La plancia era dominata dal grande display di bordo per la visualizzazione delle principali funzioni della vettura. Tale display faceva parte del cosiddetto sistema Comand, che presiedeva anche a tutte le funzioni di intrattenimento e di navigazione. A richiesta, la plancia poteva persino essere rivestita in marmo anziché in radica. I sedili anteriori erano dotati di attacco cinture incorporato, di ventole per il riscaldamento e di un sistema di sacche d'aria interne che attuava le funzioni di massaggio, mentre quelli posteriori offrivano spazio adeguato anche a persone di taglia non piccola e ciò era possibile nonostante l'inclinazione del lunotto. Un servomotore reclinava i sedili anteriori per facilitare l'accesso ai passeggeri posteriori.

### Struttura, meccanica e motorizzazioni
Come la berlina W220, anche la coupé C215 ha fatto gran uso di materiali leggeri persino nella scocca, per mantenere così ridotto il peso. La struttura generale è rimasta comunque assai rigida per mantenere un adeguato livello di sicurezza passiva: vengono utilizzate barre antintrusione in acciaio per preservare l'incolumità dei passeggeri in caso di urto laterale.
Lo schema delle sospensioni prevedeva un avantreno a quattro bracci oscillanti con barra stabilizzatrice ed un retrotreno di tipo multilink. Entrambi gli assali prevedevano poi ammortizzatori ad olio, molle elicoidali e l'innovativo sistema ABC (Active Body Control), un sistema per il controllo della stabilità, ma non il già noto ESP, bensì un sistema che agisce in tempo reale anche sulla taratura delle sospensioni, irrigidendole o ammorbidendole a seconda dei casi. Tale sistema era a controllo elettronico e sfruttava dei cuscinetti che si gonfiavano in caso di rollio accentuato contrastando quindi il carico elevato che gravava sulle molle interessate.
L'impianto frenante dotato di freni a dischi tutti e quattro autoventilanti. Completavano il quadro l'ABS ed il dispositivo BAS di assistenza alla frenata di emergenza.
Al suo esordio la C215 era disponibile in un'unica motorizzazione, il V8 M113 da 5 litri e 306 CV. In seguito sarebbero arrivate le altre motorizzazioni, ancora più potenti. Tutte quante erano accoppiate ad un cambio automatico a 5 rapporti. L'intera gamma motoristica del primo periodo di commercializzazione rispettava la normativa Euro 3 ed era composta unicamente da motori a benzina.

## Evoluzione

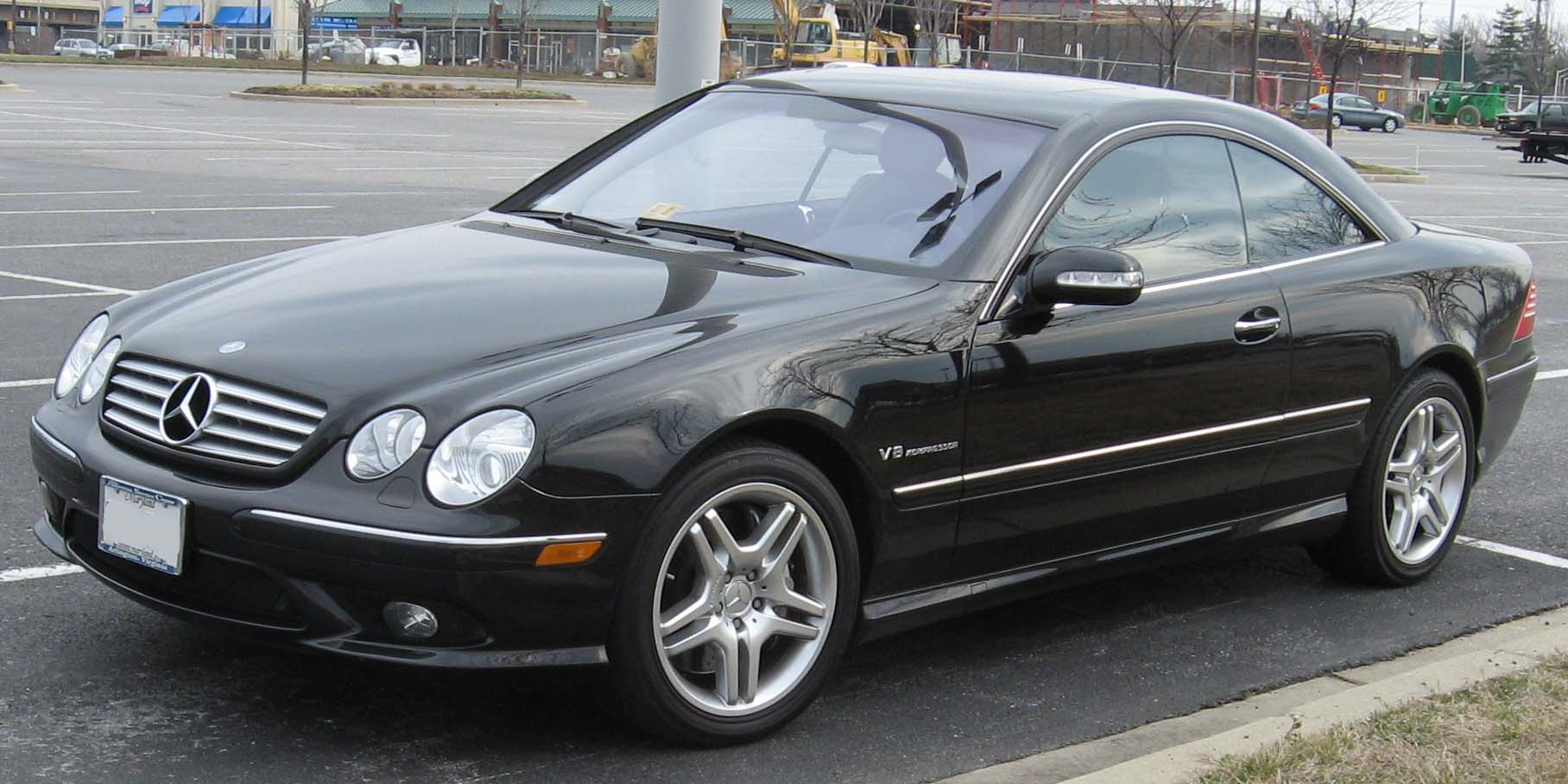
Una CL55 AMG

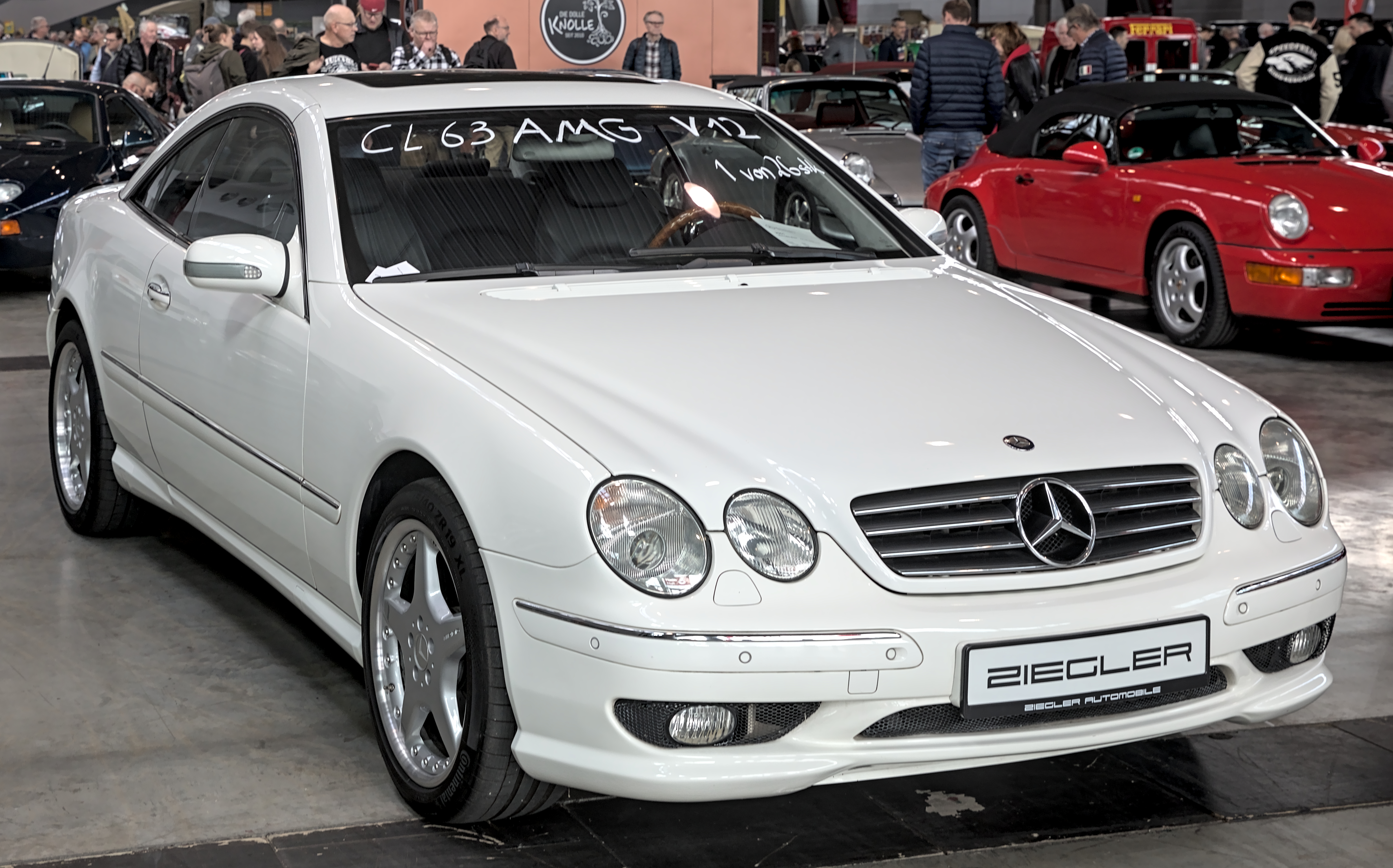
Una CL63 AMG

Quasi in contemporanea con il lancio della CL500 (così era chiamato l'unico modello inizialmente disponibile nonché il più diffuso), venne presentata la CL600, la cui commercializzazione venne avviata alla fine del 1999. La CL600 era mossa da un V12 da 5,8 litri e 360 CV, e disponeva inoltre del cosiddetto dispositivo ZAS (Zylinder Abschaltung, che significa "disattiviazione dei cilindri"), che ad andature tranquille, quando non è necessaria una gran potenza, disattiva sei dei suoi dodici cilindri (tre per bancata), in modo da evitare consumi inutili. Il dispositivo ZAS era disponibile anche nella CL500, sebbene solo a richiesta e non di serie.
All'inizio del 2000 venne introdotta la CL55 AMG, prima CL elaborata dalla AMG di Affalterbach: il suo motore, un V8 da 5,4 litri, erogava 360 CV ed era caratterizzato da un'indole sportiva, risultando anche più grintoso di quello della stessa CL600. Nella primavera del 2000, con l'arrivo della nuova stagione di Formula 1, la CL55 AMG viene adottata come safety car.
Agli inizi del 2001 arrivò nei listini italiani anche la CL55 AMG, mentre nel novembre dello stesso anno fu offerta la CL63 AMG, La ``CL 63 AMG'' CODICE M137.980. Il badge "63" è stato utilizzato sul raro ed effimero CL 63 AMG del 2001. Questi sono stati prodotti in quantità limitate per un mese e offerti esclusivamente da AMG e solo a clienti selezionati in Europa e Asia, presumibilmente di Capi di Stato. Il CL 63 AMG era il C215 CL più raro di tutti e solo 26 esemplari furono costruiti nel novembre 2001 (targa 51), alcuni consegnati nel Regno Unito e uno per la Francia registrato nel marzo 2002. Questi avevano un prezzo. di US $ 270.000.
Nel 2002 si ebbe il restyling di mezza età: frontalmente venne ridisegnato il paraurti anteriore, mentre i fari adottarono cristalli più trasparenti. Gli specchietti retrovisori erano provvisti di una luce che si accendeva all'apertura delle portiere. Anche la coda subì aggiornamenti estetici, tra cui i fanali con le 4 fasce bianche più sottili anziché 2. Gli aggiornamenti tecnici prevedevano un perfezionamento del sistema ABC e l'arrivo di nuovi motori: la CL600 venne equipaggiata con un nuovo V12 da 5,5 litri, ma stavolta sovralimentato da due turbocompressori: la potenza massima saliva a 500 CV. Tutta la gamma, poi, venne rivista per soddisfare la normativa Euro 4. Il motore della CL55 AMG ricevette la sovralimentazione mediante compressore volumetrico, arrivando così ad erogare 500 CV come nella CL600 con prestazioni e prezzi tutto sommato equivalenti, ma con più grinta nell'erogazione e nel sound.
Nel 2003 vi fu l'avvento dell'estrema CL65 AMG, top di gamma mossa da un V12 6 litri biturbo capace di 612 CV, lo stesso motore montato sulle superammiraglie della Maybach che fu venduta in circa 600 esemplari. A partire dallo stesso anno, la CL500 cambio automatico 7G-Tronic a 7 rapporti. A differenza della sua erede, la C215 non venne proposta in versioni che permettevano di superare i 250 km/h, elettronicamente limitati.
Così composta, la gamma arrivò senza più variazioni di rilievo al 2006, anno in cui la C215 venne sostituita dal nuovo modello C216.

## Riepilogo caratteristiche
| Modello                                   | Sigla telaio | Motore               | Cilindrata cm³ | Alimentazione                                                           | Potenza CV/rpm | Coppia Nm/rpm   | Cambio/ N°rapporti | Massa a vuoto (kg) | Velocità max | Acceler. 0–100 km/h | Consumo (l/100 km) | Anni di produzione |
| CL500                                     | 215.375      | M113E50 (113.960ME)  | 4966           | Iniezione elettronica indiretta                                         | 306/5600       | 460/ 2700-4250  | A/5                | 1.790              | 250          | 6"5                 | 13.4               | 1999-2003          |
| CL500                                     | 215.375      | M113E50 (113.960ME)  | 4966           | Iniezione elettronica indiretta                                         | 306/5600       | 460/ 2700-4250  | A/7                | 1.810              | 250          | 6"5                 | 13.4               | 20031-06           |
| CL55 AMG                                  | 215.373      | M113E55 (113.986)    | 5439           | Iniezione elettronica indiretta                                         | 360/5500       | 530/ 3150-4500  | A/5                | 1.790              | 250          | 6"                  | 13                 | 2000-022           |
| CL55 AMG                                  | 215.374      | M113E55ML (113.991)  | 5439           | Iniezione elettronica indiretta e compressore volumetrico               | 500/6100       | 700/2750        | A/5                | 1.820              | 250          | 4"8                 | 13.5               | 2002-06            |
| CL600                                     | 215.378      | M137E58 (137.970ME)  | 5786           | Iniezione elettronica indiretta e ZAS                                   | 367/5500       | 530/4100        | A/5                | 1.880              | 250          | 6"1                 | 13.4               | 2000-02            |
| CL600                                     | 215.376      | M275KE55LA (275.950) | 5513           | Iniezione elettronica indiretta, doppio turbocompressore ed intercooler | 500/5000       | 800/ 1800-3500  | A/5                | 2.000              | 250          | 4"8                 | 14.7               | 2002-06            |
| CL63 AMG                                  | -            | M137E55              | 6258           | Iniezione elettronica indiretta                                         | 444/5500       | 620/4400        | A/5                | 1.880              | 250          | 5"5                 | -                  | 2001-02            |
| CL65 AMG                                  | 215.379      | M275KE60LA (275.980) | 5980           | Iniezione elettronica indiretta, doppio turbocompressore ed intercooler | 612/ 4800-5100 | 1000/ 2000-4000 | A/5                | 2.080              | 250          | 4"4                 | 16                 | 2003-063           |
| 1 3In Italia dal 2004 2In Italia dal 2001 |              |                      |                |                                                                         |                |                 |                    |                    |              |                     |                    |                    |